# Ava Adore
"Ava Adore" é uma canção escrita por Billy Corgan, gravada pela banda The Smashing Pumpkins.
É o primeiro single do quarto álbum de estúdio lançado a 2 de junho de 1998, Adore.

## Desempenho nas paradas musicais
| Parada musical (1998)                       | Posições |
| ------------------------------------------- | -------- |
| Canadá - Canada Airplay BDS                 | 9        |
| Estados Unidos - Hot Mainstream Rock Tracks | 8        |
| Estados Unidos - Alternative Songs          | 3        |
| Estados Unidos - Billboard Hot 100          | 42       |
| Noruega - VG-lista                          | 5        |
| Nova Zelândia - RIANZ                       | 5        |
| Reino Unido - UK Singles Chart              | 11       |